# Oncophanes puber
Oncophanes puber är en stekelart som beskrevs av Sergey A. Belokobylskij 2004. Oncophanes puber ingår i släktet Oncophanes och familjen bracksteklar. Inga underarter finns listade i Catalogue of Life.